# Carrhotus sannio

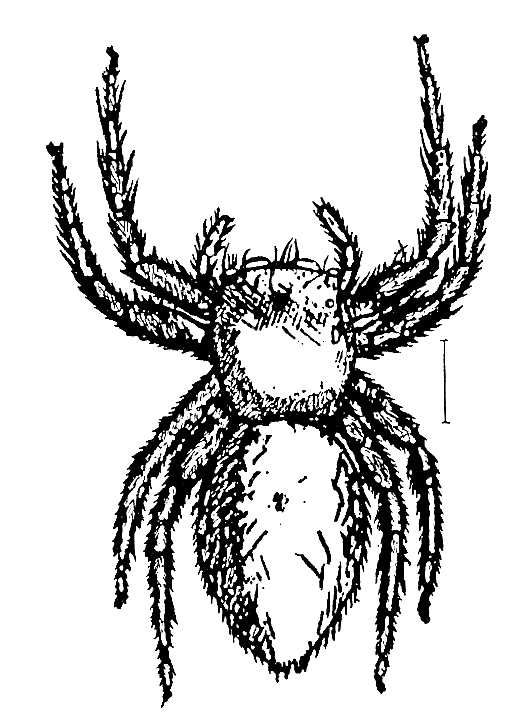
Vrouwtje

Carrhotus sannio là một loài nhện trong họ Salticidae.
Loài này thuộc chi Carrhotus. Carrhotus sannio được Tord Tamerlan Teodor Thorell miêu tả năm 1877.

## Hình ảnh
